# باتريك غالاغر
باتريك غالاغر (بالإنجليزية: Patrick Gallagher)‏ ( مواليد 21 فبراير 1968) هو ممثل أفلام كندي، ولد في تشيليواك، كولومبيا البريطانية.
.وُلد غالاغر لأب أمريكي إيرلندي وأم كندية صينية، وتحمل الجنسيتين الأمريكية والكندية.

## وصلات خارجية
- باتريك غالاغر على موقع IMDb (الإنجليزية)
- باتريك غالاغر على موقع روتن توميتوز (الإنجليزية)
- باتريك غالاغر على موقع ألو سيني (الفرنسية)
- باتريك غالاغر على موقع أول موفي (الإنجليزية)
- باتريك غالاغر على موقع قاعدة بيانات الأفلام السويدية (السويدية)
- باتريك غالاغر على موقع قاعدة بيانات الفيلم (الإنجليزية)
- باتريك غالاغر على موقع كينوبويسك (الروسية)